# (R)-リモネン-6-モノオキシゲナーゼ
(R)-リモネン-6-モノオキシゲナーゼ（(R)-limonene 6-monooxygenase）は、モノテルペノイド生合成酵素の一つで、次の化学反応を触媒する酸化還元酵素である。
(+)-(R)-リモネン + NADPH + H+ + O2 {\displaystyle \rightleftharpoons } (+)-trans-カルベオール + NADP+ + H2O
この酵素の基質は(+)-(R)-リモネン、NADPH、H+とO2で、生成物は(+)-trans-カルベオール、NADP+とH2Oである。
組織名は(R)-limonene,NADPH:oxygen oxidoreductase (6-hydroxylating)で、別名に(+)-limonene-6-hydroxylase、(+)-limonene 6-monooxygenaseがある。